# ピチンチャ県
ピチンチャ県（ピチンチャけん、西: Provincia de Pichincha）は、エクアドルの北シエラ地方に位置する県。県都・最大都市はキト。
サント・ドミンゴ・デ・ロス・ツァチラス県は2008年まで、サント・ドミンゴ・デ・ロス・ツァチラス郡としてピチンチャ県の管轄下だった。

## 地理・生態系
エクアドルの北部にある。首都のキトが所在する県東部は北アンデス山脈の高い山々だが、県西部は低い丘陵地のチョコ地域である。チョコ地域にはパナマからエクアドル西部まで伸びってくる雲霧林のチョコ・ダリエン雲霧林が生えるため、アマゾン熱帯雨林とガラパゴス諸島と並ぶエクアドルの生物多様性ホットスポットの1つである。
県内にはメガネグマ、エクアドルマントホエザル（マントホエザルの亜種）、パカラナ、オリンギトなど270種の哺乳類、210種の爬虫類、チョコキムネオオハシ、ハラガシラインコなど200種の鳥類、ヤドクガエル科のHyloxalus toachiなど130種の両生類が生息しており、2018年にユネスコの生物圏保護区に指定された。

## 隣接する県
北でインバブーラ県とエスメラルダス県、南でコトパクシ県とサント・ドミンゴ・デ・ロス・ツァチラス県、東でナポ県とスクンビオス県、西でエスメラルダス県とサント・ドミンゴ・デ・ロス・ツァチラス県とそれぞれ接する。

## 郡と都市

ピチンチャ県の郡

ピチンチャ県は8つの郡に分けられる。
| 郡名                               | 人口 （2001年国勢調査） | 面積（km2） | 設立          | 中心都市                         |
| ---------------------------------- | ----------------------- | ----------- | ------------- | -------------------------------- |
| カヤンベ郡                         | 69,800                  | 1,187       | 1883年7月23日 | カヤンベ                         |
| メヒーア郡                         | 62,888                  | 1,459       | 1883年7月23日 | マチャチ                         |
| ペドロ・モンカーヨ郡               | 25,594                  | 333         | 1911年9月26日 | タバクンド                       |
| ペドロ・ビセンテ・マルドナド郡     | 9,965                   | 657         | 1992年1月28日 | ペドロ・ビセンテ・マルドナド     |
| プエルト・キト郡                   | 17,100                  | 719         | 1996年4月1日  | プエルト・キト                   |
| キト郡                             | 1,839,853               | 4,204       | 1534年12月6日 | キト                             |
| ルミニャウィ郡                     | 65,882                  | 134         | 1938年5月31日 | サンゴルキ                       |
| サン・ミエル・デ・ロス・バンコス郡 | 10,717                  | 801         | 1991年2月14日 | サン・ミエル・デ・ロス・バンコス |